# Paracallisoma coecum
Paracallisoma coecum är en kräftdjursart som först beskrevs av Edward Morell Holmes 1908.  Paracallisoma coecum ingår i släktet Paracallisoma och familjen Scopelocheiridae. Inga underarter finns listade i Catalogue of Life.